# Danthonia holm-nielsenii
Danthonia holm-nielsenii é uma espécie de gramíneas da família Poaceae.
Apenas pode ser encontrada no Equador.